# Zespół dworski w Chorowicach
Zespół dworski w Chorowicach – znajdujący się w powiecie krakowskim, w gminie Mogilany, w Chorowicach.
Obiekt w skład którego wchodzi: dwór, neogotycka kaplica z początku XX w., czworak, stajnia oraz park został wpisany do rejestru zabytków nieruchomych województwa małopolskiego.

## Historia
Dworek wybudowany w 1905 roku. W 1855 r. majątek należał do Raczyńskich, a pod koniec wieku do Józefa i Katarzyny Derasów. W 1917 r. właścicielem był Adam Doboszyński a po jego śmierci wdowa Natalia i ich dzieci: Jadwiga Malkiewiczowa i Adam Doboszyński junior.

## Architektura
Budynek przebudowany po 1945 roku, parterowy nakryty dwuspadowym dachem.